# Seismosaurus

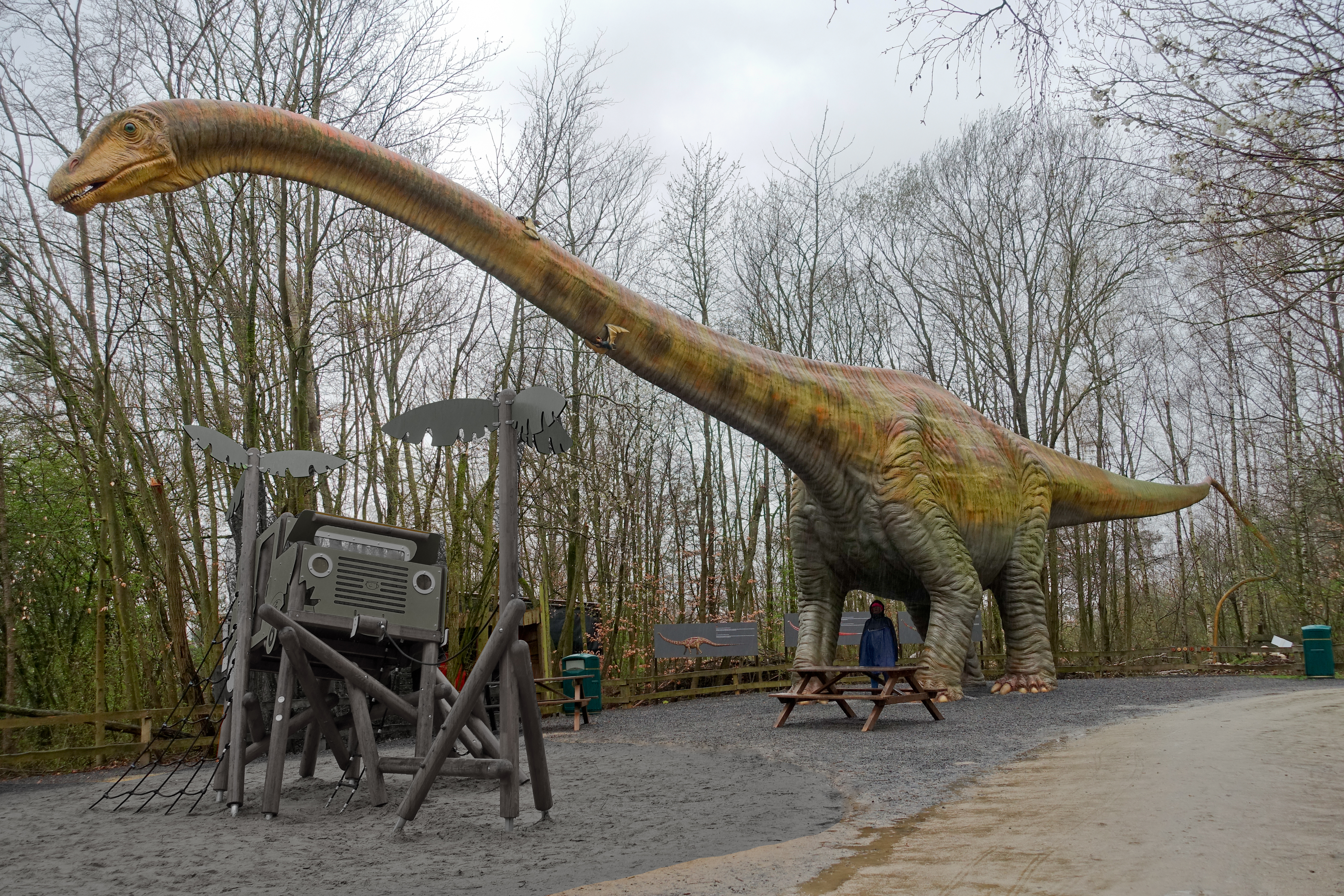
Seismosaurus Lebendrekonstruktion im Dinosaurier-Park Münchehagen mit Mensch zum Größenvergleich

 Seismosaurus  („Erdbeben-Echse“) war ein Dinosaurier aus der Gruppe der Sauropoden. Er lebte im Jura und war möglicherweise einer der längsten Dinosaurier überhaupt. Seine Fossilien wurden im Jahr 1979 in New Mexico entdeckt.

## Beschreibung
Von Seismosaurus ist ein teilweise erhaltenes Skelett bekannt, das in den Jahren 1985 bis 1988 ausgegraben wurde. Gefunden wurden unter anderem einige Wirbel, Teile des Beckens, Rippen und auch Gastrolithen (deren Existenz jedoch später bezweifelt wurde).
Genaue Längen- und Gewichtsangaben lassen sich aufgrund der spärlichen Funde nicht machen. Der Erstbeschreiber David Gillette errechnete eine Gesamtlänge des Tieres von 39 Metern, andere Schätzungen kommen auf über 50 Meter.
Modernere Berechnungen gehen von 32 Metern Länge aus. Auch die Gewichtsschätzungen variieren stark: Während manchmal ein Gewicht von 80, ja sogar über 100 Tonnen vermutet wird, belaufen sich andere Schätzungen auf nur 20 bis 30 Tonnen. Einige Forscher vermuten, dass die gefundenen Skelettteile nur zu einem einzelnen besonders groß geratenen Diplodocus gehören, weswegen die Systematisierung inkorrekt sein könnte.
Blätter und Nadeln von hohen Bäumen dienten als Nahrung.

## Systematik
Der zur Ordnung der Saurischia (Echsenbeckensaurier) gehörende Seismosaurus wird in die Unterordnung der Sauropodomorpha eingeordnet. Innerhalb dieser Gruppe wird er wie alle Dinosaurier der Familie Diplodocidae in der Teilordnung der Sauropoden gezählt. Da er mit einem anderen Vertreter der Diplodocidae, Diplodocus, derart viele Gemeinsamkeiten hat, ist es möglich, dass es sich dabei um die gleiche Gattung handelt, dann mit vollständigem Namen Diplodocus hallorum.